# Heinrich Cordes (Schachkomponist)

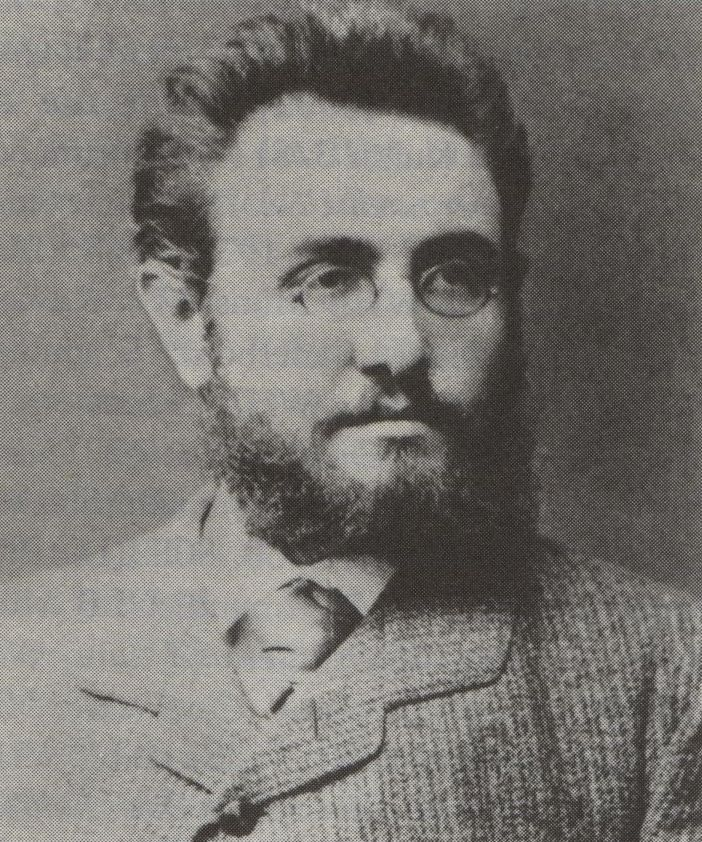
Heinrich Cordes

Heinrich Cordes (* 10. Oktober 1852 in Altenhundem; † 24. April 1917 in Berlin) war ein deutscher Schachkomponist und Schriftsteller.

## Schachkomposition
In erster Linie war Cordes ein erfolgreicher Löser, er spürte häufig Nebenlösungen auf und gewann verschiedene Lösungsturniere.
Er komponierte wohl nur gelegentlich. Bekannt machte ihn seine interessante Studie, in der sich ein Läufer gegen eine Dame mit einem Wartezug durchsetzt.
Sie wurde Ausgangspunkt der Idee gegenseitigen Zugzwangs.

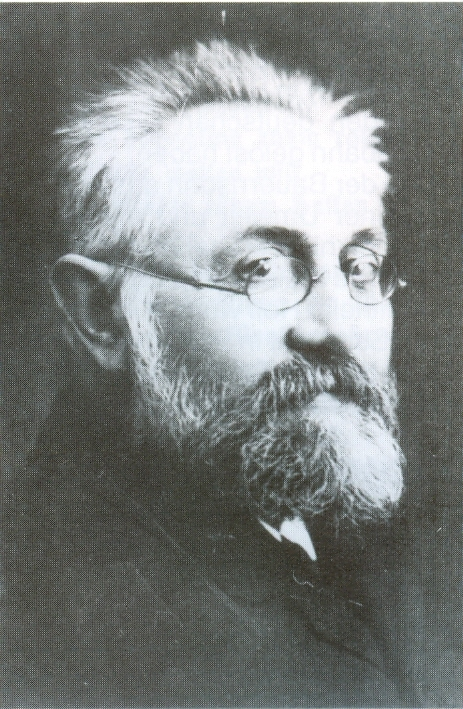
Heinrich Cordes

Die Figurenkonfiguration wurde 1895 von Amelung, 1925 von Kaminer, 1934 von Gasparjan, 1971 von Rusinek und 1985 von Alexej Kotow in Studien aufgegriffen und weiterentwickelt.
|   | a | b | c | d | e | f | g | h |   |
| 8 |   |   |   |   |   |   |   |   | 8 |
| 7 |   |   |   |   |   |   |   |   | 7 |
| 6 |   |   |   |   |   |   |   |   | 6 |
| 5 |   |   |   |   |   |   |   |   | 5 |
| 4 |   |   |   |   |   |   |   |   | 4 |
| 3 |   |   |   |   |   |   |   |   | 3 |
| 2 |   |   |   |   |   |   |   |   | 2 |
| 1 |   |   |   |   |   |   |   |   | 1 |
|   | a | b | c | d | e | f | g | h |   |

Lösung:

1. La5–c7! De3–e1+ Auf 1. … De3xf2 folgt 2. Kh1–h2 g5–g4 3. Lc7–d8+

2. Kh1–h2 De1xf2

3. Lc7–d6 Wartezug Df2–f4+

4. g2–g3+ Df4xg3+

5. Ld6xg3 Mustermatt
Später variierte Cordes seine Idee noch einmal. Auch einige Schachaufgaben wurden von ihm im Deutschen Wochenschach und in der Deutschen Schachzeitung publiziert.

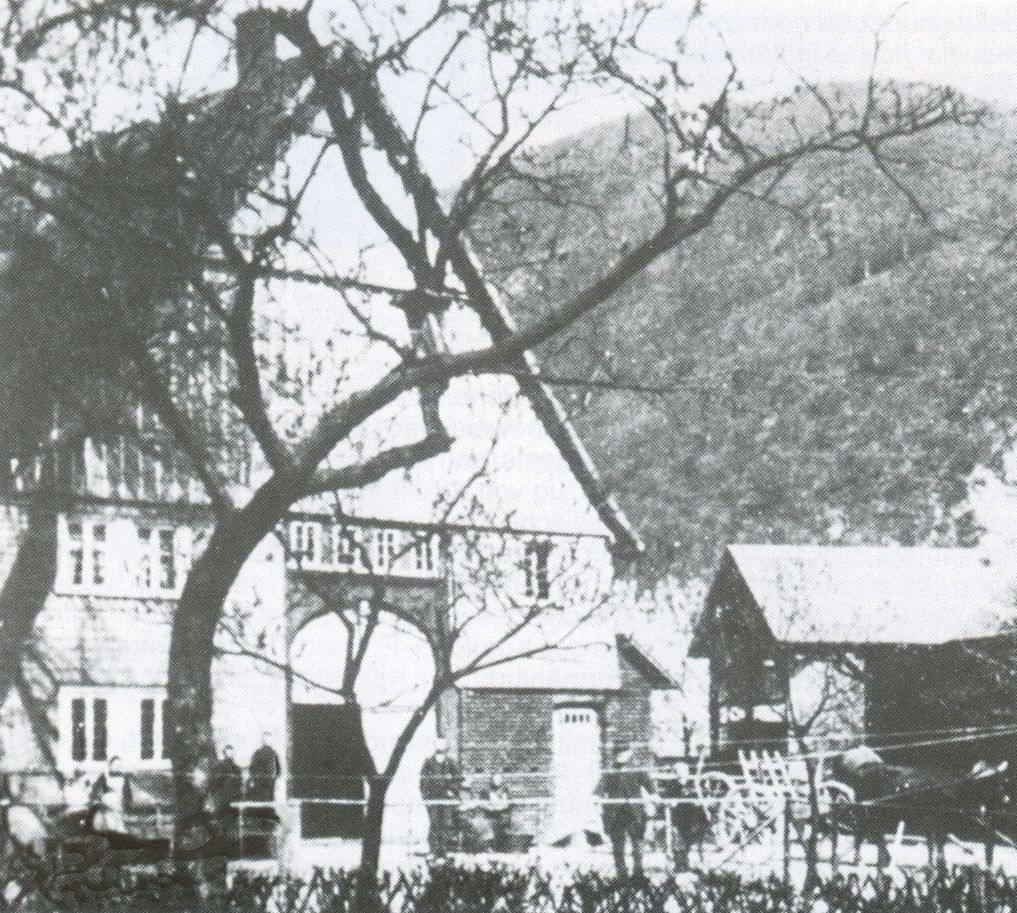
Hof Cordes in Altenhundem etwa 1895. Heute steht hier der westliche Teil des Rathauses.

## Leben
Cordes wurde geboren als Sohn eines Bauern. 1868 und 1869 absolviert er die Unter- und Obersekunda in Altenhundem. Das Abitur macht er später in Paderborn.
1874 kam Cordes zum Studium nach Berlin. Danach kehrte er in seine Heimat zurück.
Cordes kam als Eisenbahnbauinspektor zwischen 1892 und 1894 von Elberfeld endgültig nach Berlin und zog alsbald nach Grunewald. Er war Königlicher Regierungsrat und zuletzt Geheimer Baurat sowie Vorsteher der Eisenbahn-Hauptwerkstätte Grunewald in Halensee. Im Herbst 1902 verunglückte er auf einer Probefahrt zwischen den Bahnhöfen Charlottenburg und Grunewald auf einer neuen Lokomotive.

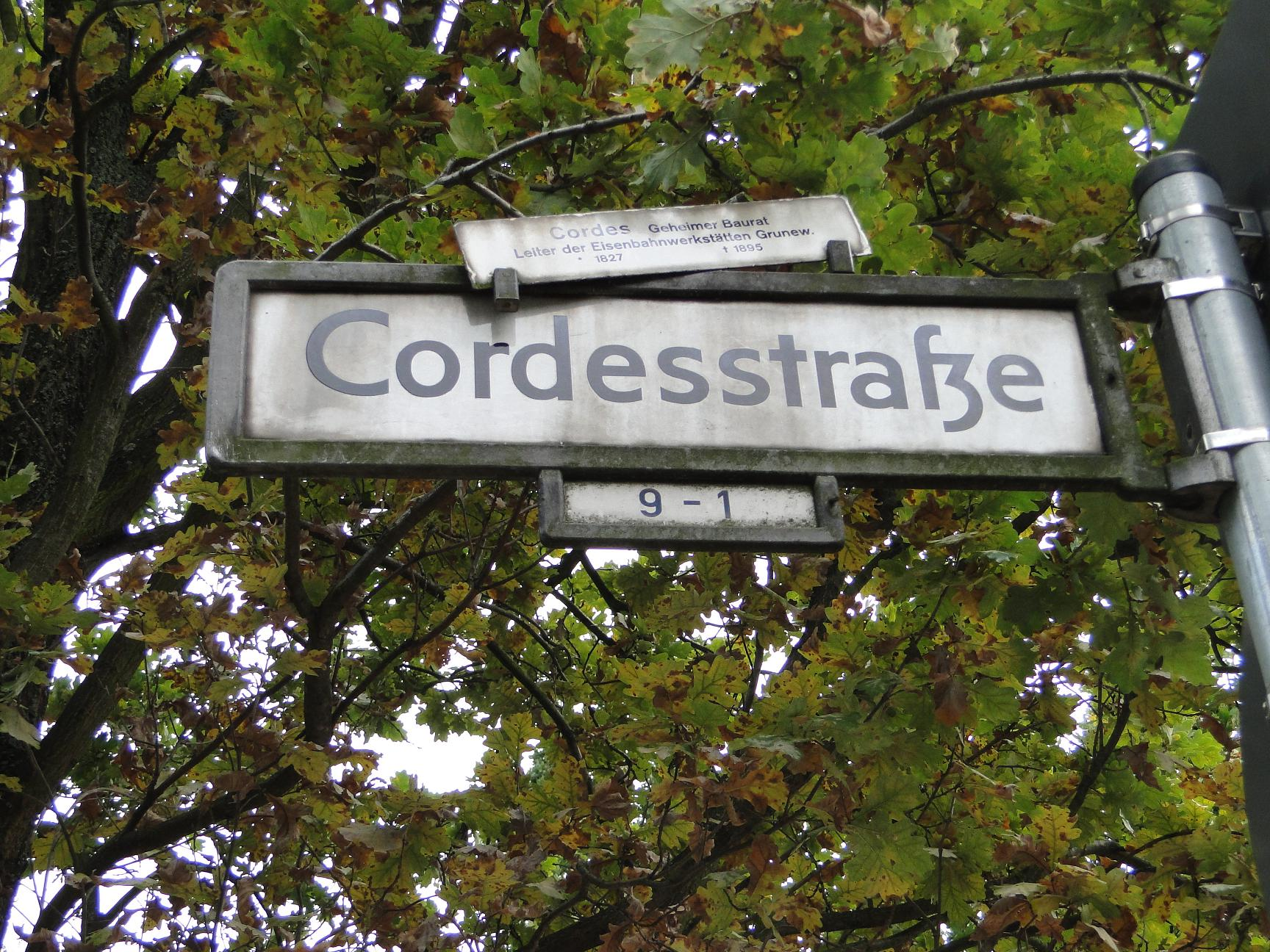
Schild der Cordesstraße in Berlin am 2. Oktober 2010. Geburts- und Sterbejahr von Heinrich Cordes sind falsch angegeben.

## Schriftsteller und Dichter
Bereits in jungen Jahren vertiefte sich Cordes in die Sagenwelt seiner Vorfahren. Im Nachlass von Cordes gibt es unveröffentlichte Erzählungen zu finden wie Die Wünschelrute oder Glockenguß zu Attendorn als auch Spukgeschichten, historische Balladen und Gedichte.
Nach seinem Unfall, bei dem ihm der rechte Arm amputiert wurde, lernte er mit der linken Hand zu schreiben.
Auf dem Krankenlager erinnerte er sich an den Sagenschatz seiner Heimat, und es entstand sein Hauptwerk „Sauerland, du Träumer“. Es schildert, wie es vor 1000 Jahren im Sauerland zuging.

## Werke
- Heinrich Cordes: Handelsstraßen und Wasserverbindungen von Hankau nach dem Inneren von China. Berlin, Mittler und Sohn, 1899
- Heinrich Cordes: Sauerland, du Träumer. Paderborn, Bonifacius-Dr., 1906, 115 S.; 2. Aufl. 1928; 3. Aufl. Attendorn, Cordes, 1981, 97 S.

## Veröffentlichungen über Cordes
- F. A. Groeteken: Heinrich Cordes. Ein Dichterleben im Haus des Sauerlandes. in: Olper Heimatbl., 8, 1931, S. 186–188
- Jochen Krause: Menschen der Heimat. Teil I (1 bis 33). AY-Verlag, Olpe 1987, S. 133–137, ISBN 3-922659-77-2
- Walter Gödden; Iris Nölle-Hornkamp (Hrsg.): Westfälisches Autorenlexikon 1850–1900. Ferdinand Schöningh, 1997, S. 135